# Südafrikanische Badmintonmeisterschaft 2021
Die Südafrikanische Badmintonmeisterschaft 2021 fand vom 9. bis zum 12. Oktober 2021 in Bloemfontein statt

## Sieger und Platzierte
| Disziplin    | Gold                           | Silber                            | Bronze                                |
| ------------ | ------------------------------ | --------------------------------- | ------------------------------------- |
| Herreneinzel | Robert Summers                 | Ruan Snyman                       | Bongani von Bodenstein                |
| Herreneinzel | Robert Summers                 | Ruan Snyman                       | Caden Kakora                          |
| Dameneinzel  | Johanita Scholtz               | Deidre Laurens Jordaan            | Diane Olivier                         |
| Dameneinzel  | Johanita Scholtz               | Deidre Laurens Jordaan            | Tamsyn Smith                          |
| Herrendoppel | Caden Kakora Robert Summers    | Chris Dednam Roelof Dednam        | Jarred Elliott Reece Wannenburg       |
| Herrendoppel | Caden Kakora Robert Summers    | Chris Dednam Roelof Dednam        | Daniel Steyn Bongani von Bodenstein   |
| Damendoppel  | Leah Schoeman Johanita Scholtz | Demi Botha Deidre Laurens Jordaan | Micheala Ohlson Anri Schoonees        |
| Damendoppel  | Leah Schoeman Johanita Scholtz | Demi Botha Deidre Laurens Jordaan | Megan De Beer Cayleen Miller          |
| Mixed        | Caden Kakora Johanita Scholtz  | Robert Summers Megan De Beer      | Bongani von Bodenstein Diane Olivier  |
| Mixed        | Caden Kakora Johanita Scholtz  | Robert Summers Megan De Beer      | Jarred Elliott Deidre Laurens Jordaan |